# HolC
Код Е. coli и других бактерија, HolC је ген који кодира хи подјединицу ДНК полимеразе III.